# Stazione di Yachiyo-Midorigaoka
La stazione di Yachiyo-Midorigaoka (八千代緑が丘駅?, Yachiyo-Midorigaoka-eki) è una stazione ferroviaria situata nella città di Yachiyo, nella prefettura di Chiba, in Giappone. Serve la ferrovia Rapida Tōyō, un'estensione a gestione privata della linea Tōzai della Tokyo Metro.

## Linee e servizi
Società ferrovia Rapida Tōyō
● Ferrovia Rapida Tōyō

## Struttura
La stazione è realizzata su viadotto, con quattro binari passanti e due marciapiedi a isola.
| 1-2 | ● Ferrovia Rapida Tōyō | per Tōyō-Katsutadai                                    |
| 3-4 | ● Ferrovia Rapida Tōyō | per Kita-Narashino, Nishi-Funabashi, Ōtemachi e Nakano |

## Stazioni adiacenti
| «                     | Servizio                       | »                    |
| Ferrovia Rapida Tōyō  | Ferrovia Rapida Tōyō           | Ferrovia Rapida Tōyō |
| --------------------- | ------------------------------ | -------------------- |
| Funabashi-Nichidaimae | Locale Rapido Rapido pendolari | Yachiyo-Chūō         |
| Kita-Narashino        | Rapido Tōyō                    | Tōyō-Katsutadai      |